# شامبو (شخصية أنمي)
شامبو (بالإنجليزية:Shampoo) هي شخصية خيالية من أنمي رانما النصف وهي فتاة أمازونية مقاتلة، وقعت في حب رانما، وأيضا نادلة وموصلة مأكولات في «مطعم القطة», شامبو مصابة بلعنة تحولها إلى قطة بسبب سقوطها في أحد ينابيع «جوسنكيو».

## نبذة عن الشخصية
قدمت شامبو إلى اليابان من أجل قتل رانما الفتاة بعد أن هزمتها في منافسة فنون قتالية سنوية من أجل أن يأكل هو وجنما الجائزة، مأدبة جيدة التجهيز. قبلت شامبو رانما الفتاة «قبلة الموت»، وهي وعد لتقفي أثرها وقتلها في نهاية المطاف. في وقت لاحق، بعد أن هُزمت من قبل رانما الفتى، قبلت شامبو رانما «قبلة الزواج». بسبب قانون الأمازون، فإنها لابد لها إما أن تقتله أو تتزوج منه. لكنها لاتعلم بأن رانما الفتى والفتاة هما نفس الشخص، حزنت شامبو بعد أن علمت حقيقة رانما وعادت إلى الصين لتتدرب في جوسنكيو على يد جدتها الكبرى كولون، واللعنة أصابتها وحولتها إلى قطة - أكثر شيء الذي يخاف منه رانما -. لم تعد تركز اهتمامها على رغبتها في قتل رانما، وتريد الآن الزواج منه فقط. بعد أن عادت إلى نيريما، طوكيو، اليابان، صارت شامبو نادلة في مقهى القط (نيكو هانتين)، وهو مقهى جدتها، وتوصل الرامن بدراجتها، وفي بعض الأحيان تدوس الناس - عادة رانما - على الشارع أو على سطوح المنازل.

شامبو القطة

## روابط خارجية
- شامبو على موقع ميوزك برينز (الإنجليزية)